# The Different Story (World of Lust and Crime)
The Different Story (World of Lust and Crime) es el tercer álbum del cantante alemán Peter Schilling, editado en 1989.
Se trata de un recopilatorio publicado fuera de su país natal, y que no se editaría en Alemania hasta tres años más tarde. En él se reúnen tres temas del primer álbum del artista, Error in the System, incluido su éxito internacional «Major Tom (Coming Home)»; cinco del segundo álbum Things to Come; y un tema nuevo que daba título al álbum y que había sido editado un año antes en disco sencillo. Sería el último álbum en la discografía de Peter Schilling en ser publicado para el mercado internacional fuera de Alemania.

## Listado de canciones
Cara 1
1. «The Different Story (World of Lust and Crime)» * — 3:49
(P. Schilling, Hubert Kemmler / Susanne Müller-Pi, Hubert Kemmler)
2. «Major Tom (Coming Home)» — 4:58
3. «The Noah Plan» — 4:22
4. «City of Night (Berlin)» — 5:02

Cara 2
1. «Lone Survivor» — 4:02
2. «Terra Titanic (Lost to the Sea)» — 3:56
3. «Zone 804» — 4:08
4. «The Hurricane (Hammers on the Shore)» — 4:22
5. «(Let's Play) U.S.A.» — 3:16

- Todas las canciones producidas por Peter Schilling y Armin Sabol, excepto (*) Michael Cretu

## Sencillo
Sencillo producido por Michael Cretu. Arreglos y programación por Walter J.W. Schmid
- Sencillo 7"

A: «The Different Story (World of Lust and Crime)» — 3:54

B: «The Different Story» (Instrumental Version) — 3:48
- Sencillo 12"

A: «The Different Story (World of Lust and Crime)» (Long Version) — 6:40
B1: «The Different Story (World of Lust and Crime)» (Single-Version) — 3:54
B2: «The Different Story (World of Lust and Crime)» (Instrumental Version) — 3:48